# IUPAC
De International Union of Pure and Applied Chemistry (meestal afgekort tot IUPAC of in het Nederlands: Internationale Unie voor Zuivere en Toegepaste Scheikunde) is een onafhankelijke organisatie die zich bezighoudt met het opzetten en uitbreiden van standaarden die van belang zijn voor de scheikunde in de breedste zin van het woord. Dankzij de inspanningen van de IUPAC is er wereldwijd een gestandaardiseerde manier voor de systematische naamgeving van organische chemische verbindingen (IUPAC-nomenclatuur). Ook heeft de IUPAC gezorgd voor een consistente naamgeving van de groepen van het periodiek systeem en onderhoudt zij de indeling ervan.
IUPAC is lid van de Internationale Raad voor Wetenschappen (ICSU), een in 1931 opgerichte onafhankelijke organisatie die bezighoudt met standaardisatie binnen de wetenschap in het algemeen. Synoniem voor deze IUPAC-benaming is systematische benaming.
Twee bladen die de IUPAC uitgeeft zijn het maandelijkse Pure and Applied Chemistry en het tweemaandelijkse Chemistry International.